# Partido del Frente Popular de Azerbaiyán
El Partido del Frente Popular de Azerbaiyán (en azerí: Azərbaycan Xalq Cəbhəsi Partiyası, AXCP), es un partido político liberal de Azerbaiyán. Fue fundado a finales de julio de 1988 por Abulfaz Elchibey como brazo político del Frente Popular de Azerbaiyán.El partido y su brazo armado tomaron el poder tras el golpe de Estado en Azerbaiyán de 1992 ocurrido el 15 de mayo de ese año, cuando las milicias armadas del Frente Popular de Azerbaiyán depusieron al gobierno constitucional de Ayaz Mutallibov.
El partido se mantuvo en el gobierno tras unas cuestionadas elecciones. Ilchibey perdió el poder después de la primera ronda de pérdidas significativas por parte de Azerbaiyán en la guerra contra Armenia por la región del Alto Karabaj. Su gestión fue acusada de negligencia, corrupción y robos a cargo del Ministro de Defensa del gobierno de Elchibey, Rahim Qaziyev. En paralelo el país sufrió aislamiento internacional tras descubrirse el financiamiento del partido a la organización Lobos grises, una organización paramilitar de extrema derecha nacionalista ligada al Partido del Movimiento Nacionalista Turco que había cometido actos de terrorismo durante los 80 y 90.
Tras el fallecimiento de Elchibey en 2000, el partido se dividió en dos facciones: un ala reformista, liderada por Ali Kerimli y los tradicionalistas, liderados por Mirmahmud Miralioğlu.